# Lakas CMD
Lakas CMD (vollständig Lakas Christian Muslim Democrats; Filipino Lakas Demokratikong Kristiyano at Muslim; Lakas bedeutet „Kraft“) ist eine politische Partei auf den Philippinen. Ihre ideologische Ausrichtung wird als christdemokratisch beschrieben, es gibt aber auch eine Minderheit muslimischer Mitglieder. Im politischen Spektrum wird sie in der rechten Mitte verortet. Auf globaler Ebene ist sie Mitglied der Centrist Democrat International (CDI). Mit Fidel Ramos (1992–98) und Gloria Macapagal Arroyo (2001–10) stellte sie zwei Staatspräsidenten. Seit 2010 hat ihre Bedeutung stark abgenommen. Die Parteifarben sind gold, blau und grün.

## Geschichte

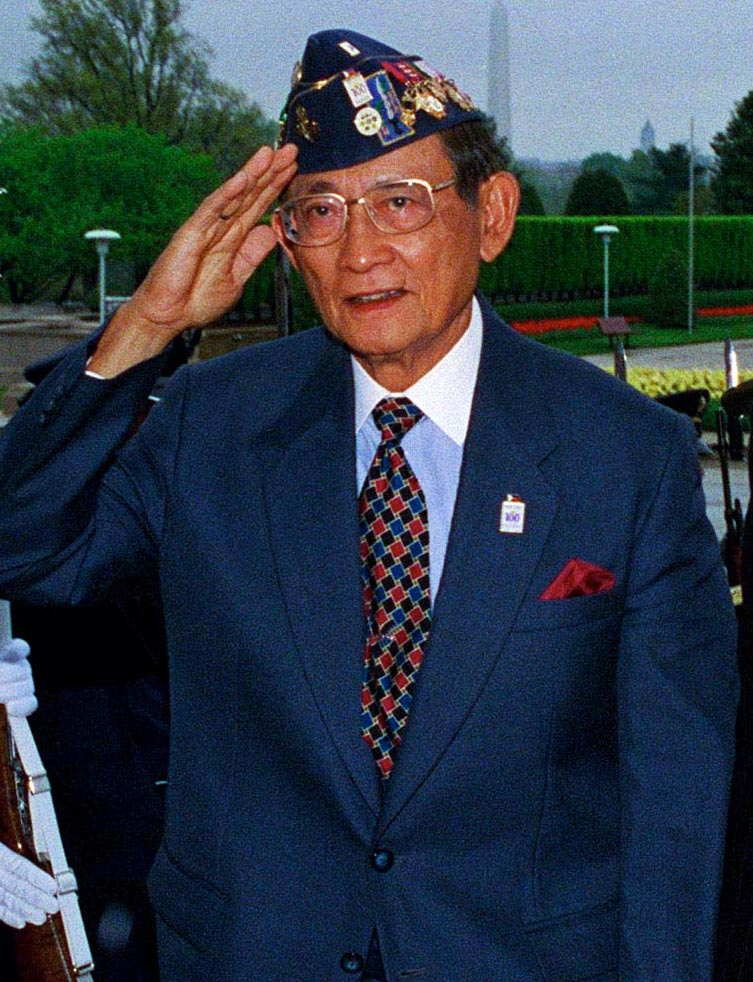
Präsident Fidel Ramos (1998)

Die Partei entstand im Dezember 1991. Der ehemalige Stabschef der philippinischen Streitkräfte und damalige Verteidigungsminister Fidel Ramos verließ damals die Partei Laban ng Demokratikong Pilipino (LDP; „Kampf der demokratischen Philippiner“), weil sie ihn nicht als Präsidentschaftskandidat nominiert hatte und gründete seine eigene Partei, die „Partei der Volkskraft“  (Partido Lakas ng Tao). Kurz darauf vereinigte sich diese mit der National Union of Christian Democrats (NUCD) von Raúl Sevilla Manglapus und nahm den Kurznamen Lakas-NUCD an. 1992 wurde Ramos zum Staatspräsidenten gewählt. Anlässlich der Parlamentswahl 1995 bildete Lakas-NUCD eine Koalition mit der LDP, die als Lakas-Laban-Koalition bezeichnet wurde und eine Mehrheit in beiden Parlamentskammern erhielt. 
Vor der Präsidentschaftswahl 1998 fusionierte Lakas-NUCD mit den kleineren United Muslim Democrats of the Philippines (UMDP) von Sanchez Ali, anschließend trat sie zunächst als Lakas-NUCD-UMDP auf. Ihr Präsidentschaftskandidat Jose de Venecia junior unterlag bei dieser Wahl Joseph Estrada, allerdings wurde die von Lakas nominierte Politikerin Gloria Macapagal Arroyo mit deutlicher Mehrheit zur Vizepräsidentin gewählt. Arroyo war eigentlich ein Mitglied der damals noch selbstständigen kleinen Partei Kabalikat ng Malayang Pilipino (KAMPI; „Partner der freien Philippiner“), die ebenfalls eine Abspaltung von der LDP war.
Lakas-CMD und KAMPI schlossen sich im Januar 2001 den Protesten gegen den mutmaßlich korrupten Präsidenten Estrada an (sogenannte zweite EDSA-Revolution) und forderten seine Amtsenthebung. Nach Estradas Absetzung wurde Gloria Macapagal Arroyo neue Präsidentin. Bei der Parlamentswahl im Mai 2001 trat Lakas-NUCD als Teil der People Power Coalition (PPC) an, zu der sich die Gegner Estradas zusammengeschlossen hatten (neben Lakas waren dies PDP–Laban, Liberale und Aksyon Demokratiko). Im Vorfeld der Präsidentschaftswahl 2004 benannte sich die Partei in Lakas Christian Muslim Democrats (Lakas-CMD) um. Macapagal Arroyo wurde mit 40 % der Stimmen wiedergewählt. Ihr parteiloser „Running Mate“ Noli de Castro wurde Vizepräsident. Bei der Parlamentswahl 2007 musste das Regierungslager einen starken Rückschlag hinnehmen: nur zwei Kandidaten des TEAM Unity aus Lakas-CMD, KAMPI, LDP und weiteren regierungsnahen Politikern wurden in den Senat gewählt. 

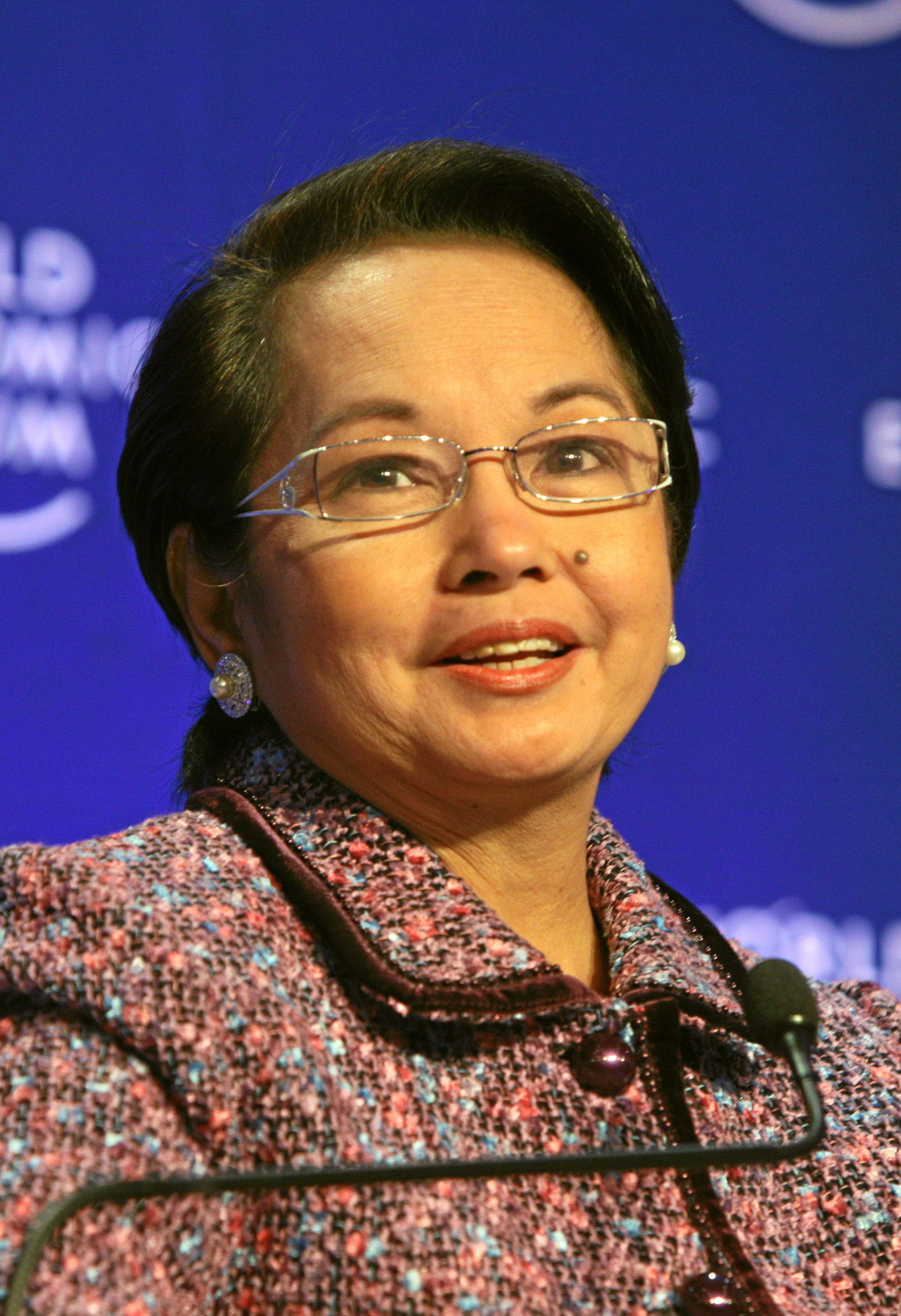
Präsidentin Gloria Macapagal Arroyo

Auf Drängen Arroyos fusionierte die KAMPI am 18. Juni 2008 mit Lakas-CMD, die vereinigte Partei nahm den Namen Lakas Kampi CMD an. Die Partei hatte aber, auch wegen der Unbeliebtheit Macapagal Arroyos stark an Popularität verloren. Ihr Präsidentschaftskandidat Gilberto Teodoro, der erst ein Jahr vor der Wahl 2010 von der Nationalist People’s Coalition (NPC) zu Lakas-Kampi übergetreten war, kam nur auf den vierten Platz. Zwar gewann die Partei bei den gleichzeitigen Parlamentswahlen 37 % der Sitze im Repräsentantenhaus und war in der Regierungskoalition des liberalen Präsidenten Benigno Aquino III. vertreten, jedoch verließen die meisten Parteimitglieder die Lakas Kampi, welche sich in drei Gruppen spaltete: Eine wechselte zur Liberalen Partei, eine zweite (vorwiegend ehemalige Kampi-Mitglieder) bildete die Nationale Partei der Einheit (NUP), die in die Regierung aufgenommen wurde, und die verbliebenen Lakas-Abgeordneten verließen die Koalition und gingen zum Oppositionsblock im Repräsentantenhaus über. Daraufhin legte die Partei den Namensbestandteil Kampi wieder ab und benannte sich am 11. Mai 2012 zurück in Lakas CMD.
Bei den Wahlen im Jahr 2013 setzte sich der Bedeutungsverlust der Partei fort, anschließend hatte sie nur noch 14 Sitze im Repräsentantenhaus, zwei Senatoren (diese standen nicht zur Wahl, weil ihre Amtszeit bis 2016 lief) und keinen Provinzgouverneur mehr. Seit 2016 hat Lakas CMD nur noch vier Mitglieder im Repräsentantenhaus und keinen einzigen Senator. 

## Parteiführung
Präsident der Partei ist der ehemalige Abgeordnete Martin Romualdez, nationaler Vorsitzender (national chairperson) ist der ehemalige Senator Bong Revilla, Generalsekretär ist der Vizebürgermeister von Butuan, Jose Aquino II. Die Ex-Präsidenten Fidel Ramos und Gloria Macapagal Arroyo sind Ehrenvorsitzende der Lakas CMD.